# Phyllomacromia melania
Phyllomacromia melania – gatunek ważki z rodziny Macromiidae.